# Европско првенство у фудбалу 2012 — Група Б
Утакмице Групе Б на Европском првенству у фудбалу 2012. су одигране између 9. јуна и 17. јуна 2012. У овој групи су се налазиле репрезентације Холандије, Данске, Немачке и Португалије. Прва два тима из групе су прошла у четвртфинале. Први из групе ће играти са другим из групе А, док ће други из групе Б играти са првим из групе А.

## Састави
- Састави репрезентација Групе Б

## Резултати
Сва времена су локална (UTC+3)

### Холандија - Данска
| Холандија | 0 : 1    | Данска        |
| --------- | -------- | ------------- |
|           | Извештај | Крон Дели 24’ |

### Немачка - Португалија
| Немачка   | 1 : 0    | Португалија |
| --------- | -------- | ----------- |
| Гомез 72’ | Извештај |             |

### Данска - Португалија
| Данска            | 2 : 3    | Португалија                         |
| ----------------- | -------- | ----------------------------------- |
| Бендтнер 41’, 80' | Извештај | Пепе 24’ · Постига 36’ · Варела 87’ |

### Холандија - Немачка
| Холандија     | 1 : 2    | Немачка        |
| ------------- | -------- | -------------- |
| ван Перси 73’ | Извештај | Гомез 24’, 38' |

### Португалија - Холандија
| Португалија      | 2 : 1    | Холандија        |
| ---------------- | -------- | ---------------- |
| Роналдо 28’, 74' | Извештај | Ван дер Варт 11’ |

### Данска - Немачка
| Данска        | 1 : 2    | Немачка                   |
| ------------- | -------- | ------------------------- |
| Крон Дели 24’ | Извештај | Подолски 19’ · Бендер 80’ |

## Табела
|    | Табела групе Б | И | П | Н | И | ДГ | ПГ | ГР | Бод. |
| -- | -------------- | - | - | - | - | -- | -- | -- | ---- |
| 1. | Немачка        | 3 | 3 | 0 | 0 | 5  | 2  | +3 | 9    |
| 2. | Португалија    | 3 | 2 | 0 | 1 | 5  | 4  | +1 | 6    |
| 3. | Данска         | 3 | 1 | 0 | 2 | 4  | 5  | -1 | 3    |
| 4. | Холандија      | 3 | 0 | 0 | 3 | 2  | 5  | -3 | 0    |